# Авдєєв Михайло Васильович
Михайло Васильович Авдєєв (біл. Міхаіл Васільевіч Аўдзееў; 2 (15) вересня 1913 — † 22 червня 1979) — радянський військовий льотчик 1-го класу, генерал-майор авіації (1957), Герой Радянського Союзу (1942).

## Біографія
Народився 2 (15 вересня) 1913 року в селі Городецку Могильовської губернії (нині Горецького району Могильовської області Білорусі) в родині селянина. Білорус. Жив і вчився в Ленінграді.

### Військова служба
У Червоній Армії з липня 1932 року. Навчався у Ленінградській військово-теоретичній школі льотчиків, а потім закінчив Ворошиловградську військово-авіаційну школу пілотів.
З 1934 року у військово-повітряних силах військово-морського флоту СРСР. Служив пілотом в 24-й авіаційній ескадрильї. З квітня 1938 року служив в 1-й авіаційній ескадрильї ВПС Чорноморського флоту в Євпаторії, командував ланкою, з квітня 1940 року — начальник штабу ескадрильї. Член ВКП (б) з 1938 року. З серпня 1940 року служив в 32-му винищувальному авіаполку ВПС Чорноморського флоту, командир ланки, з лютого 1941 року — заступник командира ескадрильї.

#### Ралянсько-німецька війна
Учасник радянсько-німецької війни з червня 1941 року. Воював всю війну в 8-му винищувальному авіаполку, який у квітні 1942 року одним з перших у ВПС отримав гвардійський прапор і став іменуватися 6-м гвардійським винищувальним авіаційним полком. Воював заступником командира ескадрильї, з січня 1942 року командував ескадрильєю.
До червня 1942 року здійснив понад 300 бойових вильотів, в 63 повітряних боях збив дев'ять літаків противника, завдав значної шкоди його військам сміливими штурмовими ударами.
В червні 1942 року в небі над Севастополем гвардії капітан Михайло Авдєєв здійснив самий складний за всю Другу світову війну авіаційний маневр. Тікаючи від переслідування двох німецьких винищувачів, він повів літак нижче рівня дахів будинків і пролетів таким чином по кільком вулицям міста, після чого розвернувся над Приморським бульваром, обігнув Костянтинівську казематовану батарею і зміг втекти від переслідувачів.
Указом Президії Верховної Ради СРСР від 14 червня 1942 року за зразкове виконання бойових завдань командування на фронті боротьби з німецько-фашистськими загарбниками і проявлені при цьому мужність і героїзм, гвардії капітану Авдєєву Михайлу Васильовичу присвоєно звання Героя Радянського Союзу з врученням ордена Леніна і медалі «Золота Зірка» (№ 858).
З липня 1942 року Михайло Авдєєв заступник командира полку, з березня 1943 року — на посаді помічника командира полку з льотної підготовки та повітряному бою. З квітня 1943 по листопад 1944 року командував 6-м гвардійським Севастопольським двічі Червонопрапорним винищувальним авіаційним полком ВПС Чорноморського флоту. Брав участь в обороні Одеси, Севастополя, Кавказу, в боях за Новоросійськ і при звільненні Таманського півострова, в Кримській, Одеській, Яссько-Кишинівській наступальних операціях. Всього за роки війни М. В. Авдєєв здійснив понад 500 бойових вильотів, провів понад 90 повітряних боїв, збив 12 літаків противника особисто і 6 в групі.

#### Повоєнна кар'єра
Після війни продовжував службу у ВПС. У 1945 році закінчив академічні курси офіцерського складу ВПС і ППО при Військово-морській академії імені К. Е. Ворошилова. Літав на багатьох типах реактивних літаків.
- у травні 1945 — березні 1947 року — командир 6-ї винищувальної авіаційної дивізії ВПС Північного флоту;
- у квітні 1949 — квітні 1950 року — командир 92-ї змішаної авіаційної дивізії;
- у квітні 1950 — травні 1951 року — командир 601-ї штурмової авіаційної дивізії ВПС 4-го ВМФ (Балтійське море);
- у травні 1951 — листопаді 1953 року — заступник начальника з льотної підготовки Вищих офіцерських льотно-тактичних курсів авіації ВМС;
- у листопаді 1953 — березні 1956 року — помічник начальника управління ВПС 8-го ВМФ;
- у березні 1956 — вересні 1958 року — командир 9-го винищувального авіаційного корпусу ВПС Балтійського флоту;
- у вересні—листопаді 1958 року — 1-й заступник командувача 42-й повітряною армією Бакинського округу ППО;
- у листопаді 1958 — квітні 1960 року — заступник начальника авіації Бакинського округу ППО;
- у липні 1960 — серпні 1961 року — начальник авіації 8-ї окремої армії ППО;
- у грудні 1961 — березні 1964 року — заступник командувача ВПС Північно-Кавказького військового округу — начальник відділу бойової підготовки та вищих навчальних закладів.

### У відставці
З березня 1964 року Михайло Авдеев в запасі. Жив у Москві. У 1967 році видав мемуари під назвою «У самого Чорного моря». Вони оповідають про героїчну службу радянських льотчиків в період війни, починаючи з оборони Одеси і Севастополя, і закінчуючи звільненням країн Східної Європи. Мемуари вийшли в трьох частинах.
Помер 22 червня 1979 року. Похований на Кунцевському кладовищі в Москві (ділянка 9-3).

## Нагороди
Нагороджений орденом Леніна (1942), шістьма орденами Червоного Прапора (1941, 1942, 1943, 1944, 1954, 1956), орденом Суворова 3-го ступеня (1944), орденом Вітчизняної війни 1-го ступеня (1946), двома орденами Червоної Зірки (1949, ????), медалями, іноземної нагородою — орденом «Морський хрест» (США, 1943).

## Пам'ять
Прізвище Михайла Авдєєва золотом викарбуване на Меморіалі на честь героїв другої оборони Севастополя в Севастополі.
В Качинському гарнізоні, на аеродромі якого базувався полк Авдєєва, навпрои Будинку офіцерів на Алеї Героїв встановлене погруддя Михайла Авдєєва.